# Papák a partvonalon
A Papák a partvonalon (eredeti cím: Kicking & Screaming) 2005-ben bemutatott vígjáték. Rendező Jesse Dylan, főszereplők Will Ferrell és Robert Duvall.
A történet egy gyerek focicsapat új edzőjéről, és annak apjához fűződő kapcsolatáról szól.

## Cselekmény
|  | Alább a cselekmény részletei következnek! |

Phil Weston (Will Ferrell), átlagos amerikai. Azonban gyerekkora óta versenyeznie kell az apjával, Buck Westonnal (Robert Duvall), akinek semmi nem jó, amit a fia csinál. Phil középkorú, házas, van egy fia, de lélekben ma is az apja szeretetére áhítozó gyerek. Egy vitaminos étrend-kiegészítőket árusító boltja van, apjának pedig sportszereket árusító kisebb üzletlánca (ami négy üzletből áll, és az ötödik megnyitását tervezi a városban).
Buck lazán veszi az életet. Bár nyugdíjas korban van, de amikor Phil be akarta neki mutatni annak idején a barátnőjét, kiderült, hogy Buck hasonló korú nővel randizik. Amikor Philnek fia született, Bucknak is. Buck a Gladiators ifjúsági focicsapat edzője, akik kerületi bajnokok. Phil fia, Sam is a csapatban játszik, de nagyapja játék helyett gyakran a kispadon hagyja ülni. Phil visszaemlékszik rá, hogy gyerekkorában vele is ezt csinálta az apja és ez megalázó érzés volt. Amikor ezt szóvá teszi apjának, az válaszul átküldi Samet a leggyengébb csapatba játszani, a Tigers-ekhez.
A Tigers első meccse alkalmával kiderül, hogy a csapatnak nincs edzője, ezért kényszerűségből Phil rövid időre elvállalja az edzősködést. Phil mindent megtesz a csapat játékának javításáért, de minden meccset elveszítenek. Phil megkéri Mike Ditkát, az egykori futballedzőt, hogy segítsen felkészíteni a csapatot. Ditka mellesleg apja szomszédja és örök ellensége. Ditka elvállalja az edzősködést abban a reményben, hogy ezzel legyőzheti Buckot.
Phillel ellentétben Ditka úgy gondolja, hogy az erőnléthez hús kell. Amikor közösen vásárolni mennek egy olasz húsboltba, bent két olasz fiút látnak focizni, akik kisegítőként dolgoznak ott. Mindketten le vannak nyűgözve a fiúk játékától, és hosszas könyörgéssel sikerül engedélyt kapniuk a fiúk nagybátyjától (aki az üzlet vezetője), hogy engedje a fiúkat a csapatban játszani.
A játéktaktika az olasz fiúk színre lépésével egy csapásra megváltozik, mivel mindketten briliáns módon fociznak: a többi fiú feladata, hogy azonnal nekik passzolja a labdát. A csapat nyerni kezd a meccseken, és az utolsó helyről egyre feljebb kerül a ranglétrán. Végül a döntőbe jutnak, ahol a Gladiators lesz az ellenfelük. Phil és Buck fogadást kötnek a meccs előtt: ha a Gladiators nyer, Phil eladja az üzletét és Bucknak fog dolgozni, ha a Tigers nyer, Phil megkapja apja féltve őrzött, értékes labdáját, amit díszhelyen tart (ezt Phil gyerekkorában Pelé, a háromszoros világbajnok brazil labdarúgó rúgta a nézők közé, és bár Phil kapta el, apja elvette tőle és azóta sem engedi hozzányúlni).
Ditka másik újítása a kávéivás, amit ő egyszerre tart felpezsdítő és lenyugtató hatásúnak. Phil addig sohasem ivott kávét, de lassan hozzászokik, sőt szenvedélyévé válik, és szakértő lesz az ízek és fajták terén. Talán a kávé hatására Phil idegesen kezd reagálni, gyerekekkel és felnőttekkel kerül fizikai konfliktusba. Végeredményben kezd hasonlóvá válni az apjához. A verseny megnyerése érdekében a fiát a kispadon ülteti.
A döntő mérkőzés első félideje végén Phil felismeri a hasonlóságokat apja és saját maga viselkedése között, és mivel ezt utálja, ezért a szünetben gyökeresen megfordítja a csapat taktikáját: „nem az olaszoknak kell passzolni a labdát, hanem mindenki játsszon a játék kedvéért!” – adja ki a jelszót. „Mindenben csináljátok az ellenkezőjét annak, amit eddig mondtam!”
Bár a félidőig a Gladiators vezetett, a Tigers nem adja fel, a fiúk felszabadultan játszanak. Phil a kapusuknak egy szemüveget ad, mivel rájön, hogy szüksége van rá. Ettől kezdve a Gladiators nem tud gólt lőni nekik. A Tigers kiegyenlít, majd átveszi a vezetést. Sam megszerzi a döntő gólt egy olyan csellel, amit későbbi elmondása szerint a kispadon ülve gyakorolt.
A fogadásnak megfelelően Buck nehéz szívvel, de átadja Philnek az elnyert labdát, ő azonban vissza is adja neki, mivel neki nincs rá szüksége. Miután békét kötnek, apa és fia összevonják vállalkozásaikat és közös üzletüket, amiben a sportszerek mellett étrend-kiegészítőket is lehet kapni, együtt reklámozzák a tévében.
|  | Itt a vége a cselekmény részletezésének! |

## Szereplők
- Will Ferrell (Csankó Zoltán) – Phil Weston
- Robert Duvall (Szersén Gyula) – Buck Weston, Phil apja
- Mike Ditka (Papp János) – önmaga
- Kate Walsh (Ősi Ildikó) – Barbara Weston, Phil felesége
- Musetta Vander – Janice Weston, Buck felesége
- Dylan McLaughlin (Morvay Gábor) – Sam Weston, Phil fia
- Josh Hutcherson – Bucky Weston, Buck fiatalabb fia
- Francesco Liotti – Gian Piero
- Alessandro Ruggiero – Massimo
- Elliott Cho – Byong Sun Hogan-Jones (a stáblistában „Elliot Cho”)
- David Herman (Holl Nándor) – játékvezető (a stáblistában „Dave Herman”)
- Rachael Harris (Solecki Janka) – Ann Hogan, Byong Sun egyik anyja
- Dallas McKinney – Connor (kapus)
- Phill Lewis – John Ryan
- Karly Rothenberg – Jack anyja
- Alex Borstein – ellenszenves hölgy Hummer autóval (nincs a stáblistában)
- Jeremy Bergman (Morvay Bence) – Hunter Davidson
- Erik Walker – Ambrose Hanna
- Steven Anthony Lawrence – Mark Avery
- Laura Kightlinger (Kerekes Andrea) – Donna Jones, Byong Sun másik anyja
- Sammy Fine – Jack
- Timmy Deters – Alex
- Joseph R. Sicari (Versényi László) – Umberto

A magyar szinkront az Active Kommunikációs Kft. készítette 2005-ben.

## Forgatási helyszínek
- Arcadia, Kalifornia, USA
- Colonial Street, Backlot, Universal Studios – 100 Universal City Plaza, Universal City, Kalifornia, USA
- Freeway Park, Backlot, Universal Studios – 100 Universal City Plaza, Universal City, Kalifornia, USA
- Los Angeles, Kalifornia, USA
- Sierra Madre, Kalifornia, USA
- South Pasadena, Kalifornia, USA

## Bemutató
A film DVD-n 2005. október 11-én jelent meg, Magyarországon 2005. november 8-án.

## Fogadtatás

### Bevételi adatok
A film 45 millió dolláros költségvetéssel készült, és bár külföldön csak 3 millió dollár körüli bevételt ért el, az otthoni filmszínházakban 52 842 724 dollár bevétele volt, ezzel az összbevétele 56 070 433 dollár lett.

### Kritikai visszhang
A filmkritikusok vegyesen fogadták. A legtöbb kritikus értékelte Will Ferrell teljesítményét, de a forgatókönyvből hiányolták az eredetiséget.
A filmkritikusok véleményét összegző Rotten Tomatoes 42%-ra értékelte 137 vélemény alapján. Konszenzusos véleményük alapján „A film forgatókönyve közepes, nem ad elég lehetőséget Ferrellnek komédiázni.”
Roger Ebert és Roeper filmkritikusok 2 csillagot adtak rá a lehetséges 4-ből.

### Díjak, jelölések
jelölés:
- 2005, Arany Málna díj, „legrosszabb férfi főszereplő” – Will Ferrell (lásd: 26. Arany Málna-gála)
- 2005, Teen Choice Awards, „vígjáték” – Will Ferrell
- 2006, Young Artist Awards, „legjobb mellékszereplő” – Steven Anthony Lawrence

## Fordítás
Ez a szócikk részben vagy egészben  a   Kicking & Screaming (2005 film) című angol Wikipédia-szócikk fordításán alapul.  Az eredeti cikk szerkesztőit annak laptörténete sorolja fel. Ez a jelzés csupán a megfogalmazás eredetét és a szerzői jogokat jelzi, nem szolgál a cikkben szereplő információk forrásmegjelöléseként.